# Tommy Turrentine (album)
Tommy Turrentine – eponimiczny album studyjny amerykańskiego trębacza jazzowego Tommy’ego Turrentine’a, wydany z numerem katalogowym T/70008 w 1960 roku przez Time Records. To jedyna płyta Turrentine’a zarejestrowana przezeń w charakterze lidera i jedyna, jaką ogłosił pod swoim nazwiskiem.

## Lista utworów
Opracowano na podstawie materiału źródłowego.
Strona A
| Nr | Tytuł utworu            | Muzyka                           | Długość |
| -- | ----------------------- | -------------------------------- | ------- |
| 1. | „Gunga Din”             | Tommy Turrentine, Junior Spencer | 6:40    |
| 2. | „Webb City”             | Bud Powell                       | 5:48    |
| 3. | „Time’s Up”             | Turrentine                       | 4:11    |
| 4. | „Long as You’re Living” | Turrentine, Julian Priester      | 3:46    |
|    |                         |                                  | 20:25   |

Strona B
| Nr | Tytuł utworu           | Muzyka        | Długość |
| -- | ---------------------- | ------------- | ------- |
| 1. | „Too Clean”            | Turrentine    | 6:23    |
| 2. | „Two, Three, One, Oh!” | Turrentine    | 5:23    |
| 3. | „Blues for J.P.”       | Horace Parlan | 9:12    |
|    |                        |               | 20:58   |

## Twórcy
Opracowano na podstawie materiału źródłowego.
Muzycy:
- Tommy Turrentine – trąbka
- Stanley Turrentine – saksofon tenorowy
- Julian Priester – puzon
- Horace Parlan – fortepian
- Bob Boswell – kontrabas
- Max Roach – perkusja

Produkcja:
- Bob Shad – produkcja muzyczna
- Murray Stein – projekt okładki
- Charles Stewart – fotografia na okładce